# Villa de Reali
Villa de Reali, inserita nel contesto agrario del comune di Casier, nella frazione di Dosson, fu costruita nella seconda metà dell'Ottocento dal senatore Antonio De Reali, sulle fondamenta del seicentesco palazzo domenicale del barone Berlendis.

## Storia
La storiografia è piuttosto povera di informazioni riguardanti villa de Reali. È noto che la villa fu edificata dal barone Berlendis nel XVII secolo sui resti di un'abbazia benedettina. Nei primi decenni dell'Ottocento, estinta la famiglia, il bene fu acquisito da Giuseppe Maria de Reali, illustre personaggio politico. Alla sua morte, avvenuta nel 1860, il figlio Antonio fece ricostruire e ampliare la villa, rimodellando anche i 13 ettari di parco; negli anni successivi essa venne poi arricchita con numerosi reperti archeologici e pregiate collezioni.
Nel 1937 la proprietà entrò a far parte del patrimonio dei Canossa, grazie al matrimonio nel 1893 di Teresa de Reali, ultima erede del suo casato, con il marchese Giuseppe di Canossa.
Oggi la villa appartiene a Guarientina Guarienti di Canossa.

## Struttura esterna della villa

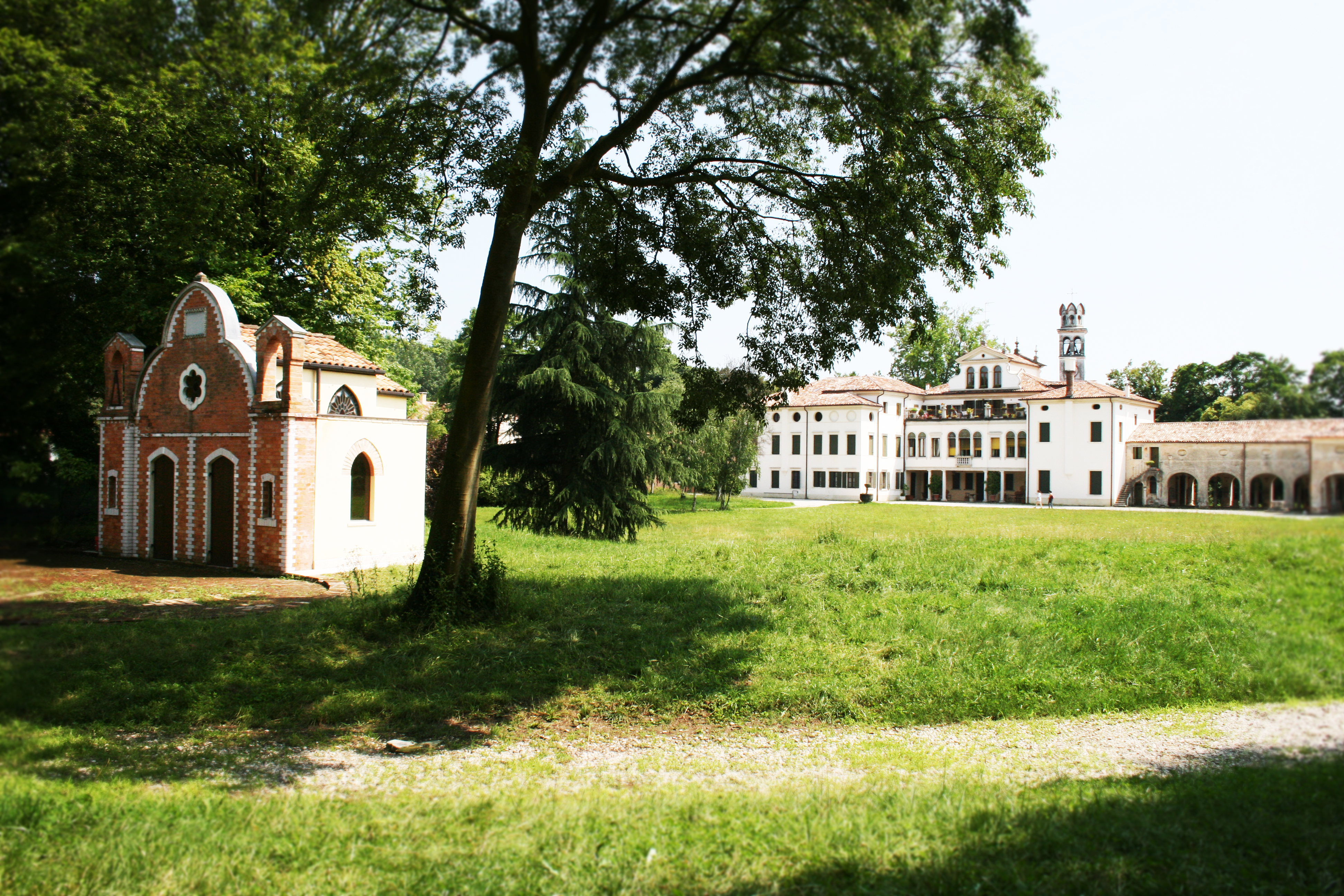
Villa ed il suo parco

La versione della villa pervenuta a noi si caratterizza per la sua maestosità e imponenza, mantenendo comunque uno stile piuttosto raffinato. Villa de Reali è costituita da numerose unità edilizie e adiacenze disposte attorno a un'ariosa corte secondo un impianto a "L".  
La dimora padronale è collocata al centro di un lungo blocco e si eleva su quattro livelli.
Il fronte di rappresentanza, a sud, segue lo stile settecentesco veneziano con un timpano triangolare sopraelevato con pinnacoli, il poggiolo del piano nobile e le classiche finestre rettangolari elegantemente incorniciate. Il timpano e gli interni sono decorati con gli stemmi dei conti de Reali. 
A nord, la facciata mostra al piano terra un'ampia loggia definita da quattro colonne. Al primo piano una trifora centinata centrale e due bifore laterali e, all'ultimo piano, il consueto timpano con acroteri ai vertici e volute barocche. 
Lo prevalente stile del corpo centrale è barocco veneziano. Annesse al corpo centrale grandi barchesse con scuderie.

## Museo archeologico

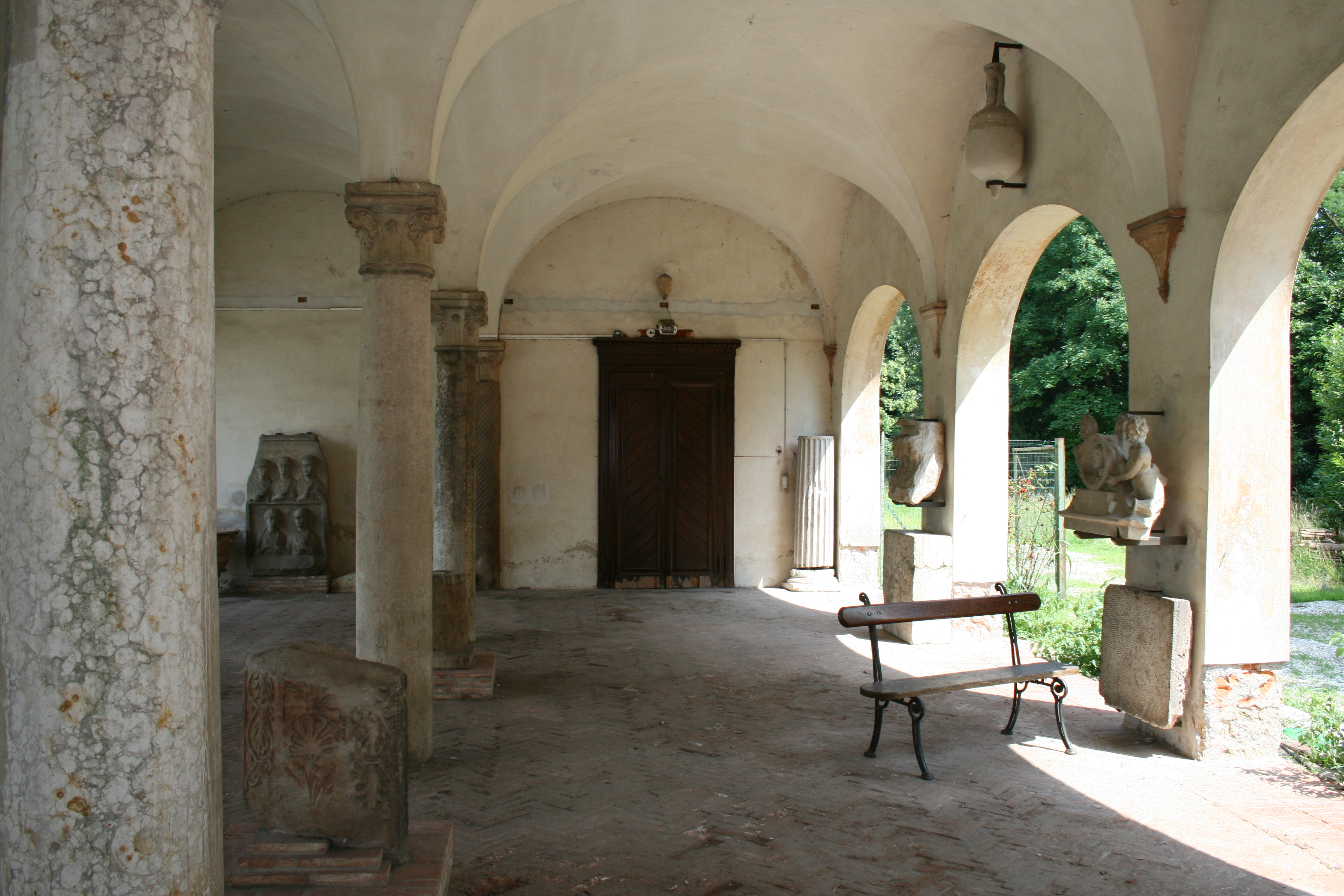
Museo archeologico

Tra i vari annessi del complesso (scuderie, serre, abitazioni secondarie, pozzi, oratorio benedetto), i più pregevoli sono la barchessa del lato corto e l'ala di ponente con lo stemma dei de Reali in facciata, interamente porticata al piano terra, con arcate su tre lati e colonne originarie romane provenienti dagli scavi praticati nelle proprietà di Altino (dove i de Reali erano proprietari di ben 2.000 capi di terreno). Oggi proprio questo ampio loggiato è adibito al museo archeologico che accoglie una straordinaria raccolta di reperti, provenienti dagli stessi scavi di Altino, tra cui anfore, statue marmoree, colonne, stele funerarie, tutte d'epoca romana.

## Struttura interna della villa ed i suoi illustri ospiti
Una pianta insolita organizza gli interni: quattro stanze del primo piano sono finemente decorati da eleganti stucchi veneziani, pavimenti e soffitti d'epoca. La villa ospita al suo interno una rifornitissima collezione di mappe antiche e alcuni quadri e arazzi del '700-'800.
Durante la seconda guerra mondiale, la casa fu trasformata in sede del comando austriaco ed ebbe l'onore di ospitare grandi personaggi politici e letterati tra cui il principe Umberto I di Savoia, il duca d'Aosta, re Giorgio di Grecia e Gabriele D'Annunzio. Il romanziere Ernest Hemingway ebbe qui la sua bruciante iniziazione alla guerra, alla morte e all'amore e restò per sempre legato ai luoghi in cui aveva trovato "la spiegazione di se stesso".

## Parco

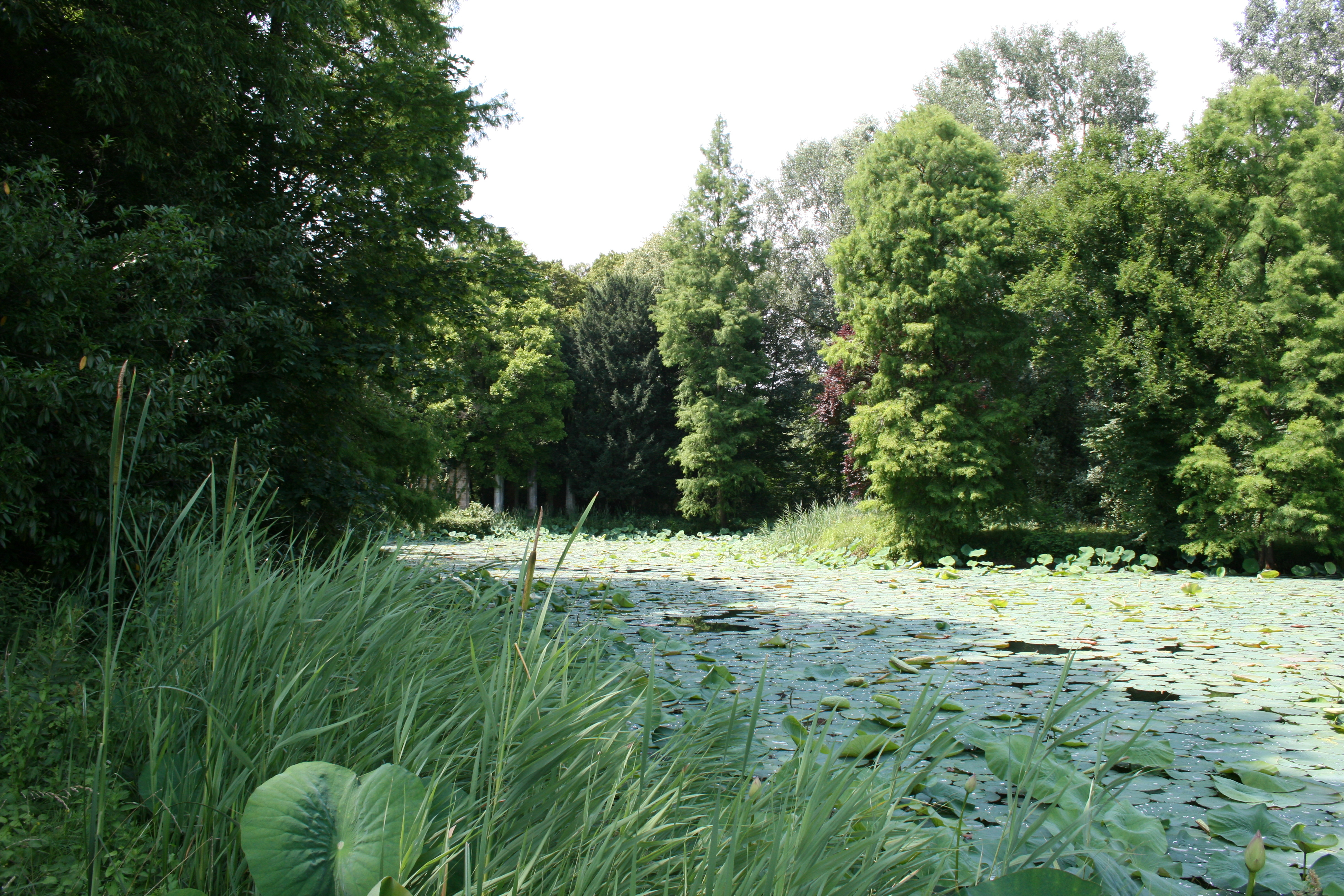
Laghetto

Villa de Reali è immersa in un suggestivo ampio parco ottocentesco all'inglese, composto da specie ad alto fusto, un laghetto e un rudere romantico. Il parco con laghetto centrale progettato dallo stesso senatore Antonio de Reali racchiude il complesso amplificandone l'effetto scenografico.

## Iniziative odierne
Oggi tutto il complesso risulta predisposto per ospitare convegni, matrimoni e incontri conviviali, ricevimenti esclusivi e importanti eventi culturali. Grazie alla volontà della contessa Guarientina Guarienti di Canossa, villa de Reali ospita al suo interno 'associazione culturale De Reali, questa associazione di promozione sociale nasce con l'intento di offrire un luogo per l'esposizione e il confronto tra artisti che si dedicano alla ricerca visuale e musicale e di creare nuovi luoghi di partecipazione e di divulgazione culturale.  Altro evento che si teneva in primavera e attira migliaia di turisti allo splendido parco della villa è "Floreali", un'esposizione-mercato florovivaistica, che voleva dare un taglio culturale ad un evento che comunemente viene gestito in termini commerciali. Oggi ospita un evento "neo-nato" di fiera-mercato che si chiama Country-Chic, due giorni di esposizioni di alto livello all'interno degli spazi della Villa e nella sua edizione primaverile anche del suo magnifico parco.